# Vineta Mayer

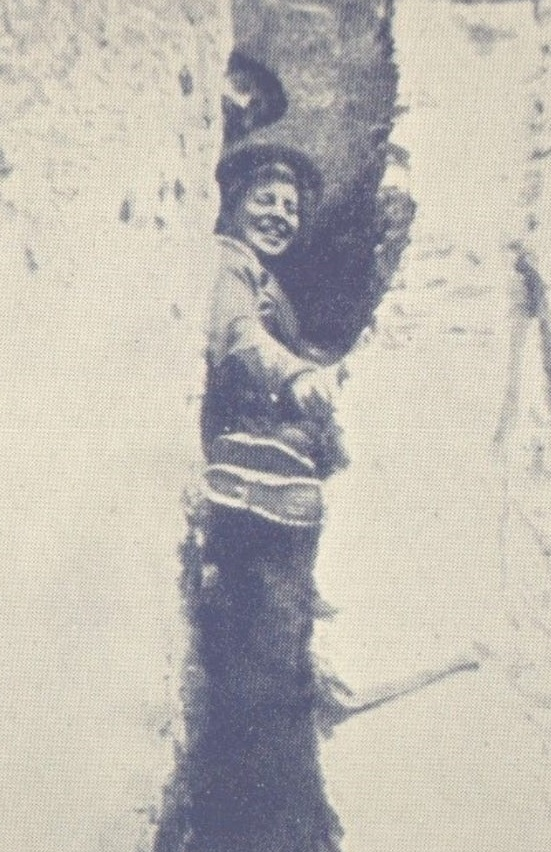
Vineta Mayer am Zimmersteig auf der Rax, um 1911

Vicentia Antonia „Vineta“ Mayer (* 1. Juli 1865 als Vicentia Antonia Seiller in Triest; † 5. April 1945 in Wien) war eine österreichische Bergsteigerin. Sie war Mitglied im Österreichischen Alpenklub.

## Leistungen (Auswahl)
Am 9. August 1903 nahm sie an der Erstbegehung der Südostroute der Cima Brenta Alta (2960 m) im italienischsprachigen Teil Tirols teil.
Am 11. August 1903 erstieg sie als erste Frau den benachbarten Campanile Basso (Guglia di Brenta) (2883 m). Ihre Besteigung war die insgesamt erst achte Besteigung des Campanile Basso nach dessen Erstbesteigung 1899. Als Ausgangspunkt für ihre Besteigungen in der Brenta diente die Tosahütte. Im gleichen Jahr hielt sie sich auch an der der Brenta gegenüberliegenden Presanella auf, wie ein Eintrag im Hüttenbuch der Denzahütte belegt.
Laut der Monatszeitschrift des Club Alpino Italiano (CAI) vom Juni 1908 erreichte Vineta Mayer am 3. Februar 1908 als erste Skibergsteigerin den Gipfel des Mont Blanc. Für den Aufstieg benötigte sie laut CAI drei Tage. Dabei übernachtete sie im Refuge des Grands Mulets und in der zweiten Nacht im Refuge Vallot bei −20°, bevor sie am dritten Tag den Aufstieg zum Gipfel wagte. Davon abweichend berichtet das Illustrierte Österreichische Sportblatt vom 11. Dezember 1914, dass sie Anfang Februar 1908  als erste Frau im Winter die Berghütte Cabane Vallot (4362 m) erreichte.

## Privates
Mayer war seit 22. November 1890 mit dem Kaufmann Alfred Gustav Mayer (1862–1924) verheiratet, der ebenfalls Bergsteiger war, sie gingen miteinander zahlreiche Touren.
Vineta und Alfred hatten laut ÖBL zwei Söhne: Max Mayer (* 1890 oder 1893) und der Chemiker Guido Mayer (1891–1945); beide waren ebenfalls Bergsteiger, führten zivil und während des Gebirgskriegs einige Erstbegehungen durch und publizierten auch. Laut den Informationen der IKG und der Reformierten Stadtkirche waren deren Eltern jedoch Bernard Mayer (1849–1918) und Mathilde Wiener (1866–1942).
Vineta nahm sich beim Herannahen der russischen Besatzungstruppen in ihrer Wohnung in der Wiener Innenstadt das Leben.

## Erinnerungen
- Nach Mayer ist seit 1903 ein Zimmer im Karl-Ludwig-Haus auf der Rax benannt, nachdem sie anlässlich des 25. Jubiläums des Karl-Ludwig-Hauses die Zimmereinrichtung gestiftet hatte.[19][20]
- Mayers Name war (ist?) auf einem Stein am Gipfel der Cima della Madonna im Trentino eingraviert.[21][22]